# Wiktor Berndt
Bernt Gustav Wiktor Berndt, född 15 oktober 1919 i Madesjö församling, Kalmar län, död 12 maj 1998 i Söderåkra församling, Kalmar län, var en svensk formgivare. 
Berndt, som var son till maskinsnickare Viktor Karlsson och Gunda Johansson, genomgick grafisk utbildning i Nybro 1940, bedrev studier i teckning för Sven Blomberg 1945, vid Arvid Källströms konstskola 1947–1948 och studerade i Italien 1955. Han anställdes som grafiker hos AB Sture Ljungdahl & Co i Nybro 1935 och var verksam som formgivare på AB Flygsfors glasbruk i Orrefors från 1956 och därefter vid Orrefors glasbruk 1975–1979. Han deltog i utställningar i Sverige och utlandet och är representerad i Corning Museum of Glass i New York och Musée Curtius i Liège.